# Maximilien Picoux
Maximilien Picoux, né le 12 novembre 1995 à Grammont, est un coureur cycliste belge.

## Biographie
Après quatre saisons passées dans des équipes continentales belges, Maximilien Picoux décide de rejoindre le VC Rouen 76 en 2018 avec l'ambition de passer professionnel. Au mois de mars, il obtient deux tops 10 sur des étapes du Tour de Normandie, au terme d'arrivées au sprint. Dans ce même registre, il se classe deuxième d'une étape du Tour de la Manche, troisième de Paris-Chalette-Vierzon ou encore huitième du Grand Prix de la ville de Pérenchies. En Belgique, il prend la quatrième place du Stadsprijs Geraardsbergen. 
En début d'année 2019, il se classe sixième du Grand Prix de Saint-Hilaire-du-Harcouët puis huitième de Nantes-Segré, manche de la Coupe de France DN1. Au mois de mai, il se distingue en remportant la quatrième étape de l'Essor breton, son premier succès depuis les rangs juniors, après s'être échappé en solitaire dans les derniers kilomètres. Au mois de juillet, il gagne le Grand Prix Sainte-Anne, course régionale disputée à Comines. 
Il passe professionnel en 2020 en signant chez Natura4Ever-Roubaix-Lille Métropole. Il commence sa saison sur le GP La Marseillaise (75e). Le 8 mars, il prend la 9e place du GP de Lillers-Souvenir Bruno Comini avant que la saison ne soit suspendue à cause de la pandémie de Covid-19.
Il n'est pas conservé à l'issue de la saison 2021 et retourne chez les amateurs en Belgique, au sein du club des Crazy Guidons.

## Palmarès et résultats

### Palmarès par année
- 2012
  - Champion du Hainaut du contre-la-montre juniors
- 2018
  - 3e de Paris-Chalette-Vierzon
- 2019
  - 4e étape de l'Essor breton
  - Grand Prix Sainte-Anne

### Classements mondiaux
| Année           | 2016   | 2017   | 2018   | 2019 | 2020   |
| --------------- | ------ | ------ | ------ | ---- | ------ |
| UCI Europe Tour | 1 378e | 1 494e | 1 945e |      | 1 357e |